# Hombre de la insignia
El «hombre de la insignia» es el nombre dado a una silueta que algunas investigaciones del asesinato de John F. Kennedy consideran el asesino del presidente, y que aparece en una polaroid tomada por Mary Moorman, una testigo del magnicidio el 22 de noviembre de 1963 en la Plaza Dealey de Dallas, Texas.
En la fotografía de Moorman (la quinta que sacó ese día) se identifica a todos los ocupantes de la limusina presidencial, y a algunos otros testigos, incluyendo a Abraham Zapruder (grabando), dos escoltas en moto, y buena parte del área conocida como grassy knoll. Se cree que la imagen corresponde al fotograma Z-315 o Z-316 de la Película de Zapruder (menos de 1⁄6 de segundo después de la explosión de la cabeza del presidente). En la foto de Moorman, el área cubierta por «hombre de la insignia» representa algo menos de 0,7 cm².
En 1982, Gary Mack, el veterano comisario y archivero del Museo del Sexto Piso en la Plaza Dealey (que en la época del asesinato era un depósito de libros) afirmó haber descubierto la identidad del «hombre de la insignia». Fue él quien acuñó esta denominación al identificar en la imagen a un sujeto con uniforme, una placa metálica en el pecho y las insignias policiales de hombro. Esta persona llevaba la cabeza descubierta, tenía el pelo corto y parecía de raza caucásica. Los investigadores afirmaron que mediante técnicas de análisis fotogramétricos se podía establecer su posición bajo el roble del grassy knoll, a un metro de distancia del muro de contención, tras la cerca de madera orientada en dirección norte-sur. Un reflejo de la luz filtrada entre las hojas de los árboles se ha interpretado como el humo del cañón de un fusil recién disparado, cuya bala debió haber pasado a un metro de altura sobre el muro.
Otros investigadores sostienen que la imagen del «hombre de la insignia» es en realidad el destello de una botella de gaseosa que alguien dejó sobre el muro. Marilyn Sitzman, que estaba a unos metros del muro de contención, declaró haber visto a una pareja negra almorzando en un banco bajo ese muro, y creyó oír el sonido de una botella rompiéndose después del paso de la comitiva. Las fotos y películas muestran una botella en lo alto del muro.
El HSCA envió un negativo de alta calidad al Instituto de Tecnología de Rochester que tras una ampliación especial de la imagen no encontró evidencias de que una persona ocupase esa posición. El área alrededor de la valla aparece poco expuesta, de modo que resultaba imposible un análisis preciso.
A mediados de los años 80, el investigador Jack White (quien testificó ante la HSCA) logró aumentar la calidad de la imagen en área en la que aparece el «hombre de la insignia». Alterando el contraste y el brillo original, y utilizando lo que él mismo describió como «aceites contrastantes para limpiar fotografías», obtuvo una imagen del «hombre de la insignia» que fue divulgada en el documental Los Asesinos de Kennedy (1988).
A la derecha de este personaje (la izquierda en la foto) algunos investigadores han creído ver una segunda figura, que quizás fuese el testigo Gordon Arnold, quien declaró haber notado una bala pasándole cerca del oído izquierdo. Incluso se ha sugerido la posibilidad de un tercer personaje oculto en la foto, situado en el margen derecho de la foto y aparentemente observando el depósito de libros.
La foto de Moornan también ha sugerido a otros especialistas la presencia de un hombre con sombrero, situado a unos 4 metros al oeste de la esquina de la cerca de madera del grassy knoll. Esta zona de la imagen es donde —según afirmaron varios testigos— inmediatamente después del disparo se apreciaban nubes de humo de un arma de fuego. Al correr hacia ese punto, los testigos no encontraron a nadie, pero sí se identificaron cientos de huellas marcadas en el suelo húmedo, cerca de una camioneta igualmente marcada con huellas de barro y colillas de cigarrillos, y más indicios de pisadas en la cerca de madera, a 75 cm de altura. Ese era el punto exacto desde donde —según la HSCA, la segunda comisión constituida para aclarar el asesinato— se realizó al menos otro disparo a John F. Kennedy.